# Eucocconotus camerani
Eucocconotus camerani är en insektsart som först beskrevs av Griffini 1896.  Eucocconotus camerani ingår i släktet Eucocconotus och familjen vårtbitare. Inga underarter finns listade i Catalogue of Life.